# Mineral Belt Trail
Le Mineral Belt Trail est un sentier de randonnée américain situé dans le comté de Lake, dans le Colorado. Il est classé National Recreation Trail depuis 2002.

## Caractéristiques
Le Mineral Belt Trail est un sentier ouvert toute l'année long de 11,6 milles (18,67 kilomètres) qui boucle autour de Leadville, dans le Colorado, et à travers son district minier historique. Le cadre du sentier est essentiellement le paysage des montagnes Rocheuses du Colorado. Des bosquets de peupliers, des forêts de conifères, des prés de fleurs sauvages et des parcs sont entrecoupés de sites miniers autrefois en plein essor. Plusieurs panneaux en cours de route fournissent des extraits historiques du passé de Leadville. Le sentier est conçu pour que tout le monde puisse y accéder. Lorsque la neige tombe, le sentier est damé afin de donner accès aux skieurs nordiques.